# Lista över olympiska rekord i hastighetsåkning på skridskor
Detta är en lista över olympiska rekord i hastighetsåkning på skridskor.

## Damernas rekord
| Gren              | Tid     | Namn                                              | Nation        | Spel             | Datum            | Källa |
| ----------------- | ------- | ------------------------------------------------- | ------------- | ---------------- | ---------------- | ----- |
| 500 meter         | 36,94   | Nao Kodaira                                       | Japan         | Pyeongchang 2018 | 18 februari 2018 | [ 1 ] |
| 500 meter × 2     | 1.14,70 | Lee Sang-hwa                                      | Sydkorea      | Sotji 2014       | 11 februari 2014 | [ 2 ] |
| 1 000 meter       | 1.13,56 | Jorien ter Mors                                   | Nederländerna | Pyeongchang 2018 | 14 februari 2018 | [ 1 ] |
| 1 500 meter       | 1.53,28 | Ireen Wüst                                        | Nederländerna | Peking 2022      | 7 februari 2022  | [ 3 ] |
| 3 000 meter       | 3.56,93 | Irene Schouten                                    | Nederländerna | Peking 2022      | 5 februari 2022  | [ 4 ] |
| 5 000 meter       | 6.43,51 | Irene Schouten                                    | Nederländerna | Peking 2022      | 10 februari 2022 | [ 5 ] |
| Lagtempo (6 varv) | 2.53,44 | Ivanie Blondin Valérie Maltais Isabelle Weidemann | Kanada        | Peking 2022      | 15 februari 2022 | [ 6 ] |

## Herrarnas rekord
♦ visar att det även är ett världsrekord.
| Gren              | Tid        | Namn                                             | Nation        | Spel                | Datum            | Källa  |
| ----------------- | ---------- | ------------------------------------------------ | ------------- | ------------------- | ---------------- | ------ |
| 500 meter         | 34,32      | Gao Tingyu                                       | Kina          | Peking 2022         | 12 februari 2022 | [ 7 ]  |
| 500 meter × 2     | 1.09,23    | Casey FitzRandolph                               | USA           | Salt Lake City 2002 | 11 februari 2002 | [ 8 ]  |
| 1 000 meter       | 1.07,18    | Gerard van Velde                                 | Nederländerna | Salt Lake City 2002 | 16 februari 2002 | [ 8 ]  |
| 1 500 meter       | 1.43,21    | Kjeld Nuis                                       | Nederländerna | Peking 2022         | 8 februari 2022  | [ 9 ]  |
| 5 000 meter       | 6.08,84    | Nils van der Poel                                | Sverige       | Peking 2022         | 6 februari 2022  | [ 10 ] |
| 10 000 meter      | ♦ 12.30,74 | Nils van der Poel                                | Sverige       | Peking 2022         | 11 februari 2022 | [ 11 ] |
| Lagtempo (8 varv) | 3.36,62    | Daniil Aldosjkin Sergej Trofimov Ruslan Zacharov | ROC           | Peking 2022         | 15 februari 2022 | [ 12 ] |